# نادي القتال (فلم هندي)
فايت كلوب
Fight Club – Members Only هو فيلم هندي اكشن درامي انتج عام 2006 من إخراج فيكرام شوبرا ومن إنتاج رافي واليا وسهيل خان. والفيلم من بطولة سونيل شيتي، زايد خان، سهيل خان، دينو موريا، ريتيش ديشموك، اشيش تشودري، امريتا ارورا وديا ميرزا.
أُصدر في 17 فبراير 2006. والقصة تتمحور حول مجموعة أصدقاء الذين فتحوا نادي للمعركة لكي يترك المنافسين يُحاربونَ بعضهم البعض خصوصًا، ومع ذلك لا تسير الأمور كما خطط له، عندما يتم قتل شخص في النادي.

## القصة
تَتْلي القصّةُ أربعة أصدقاءِ، فيكي، كاران، سوميل وديكوو. يحبون التسكع، في وقت متأخّر من الليل شْربَ الخمر. ليل واحد، يَشْهدونَ شجاراً طبيعياً، وفيكي يأتي بفكرةِ جَعْل "نادي معركةِ"، الذي يسمح للمشاركين المُحَارَبَة بدون توقف. عندما يدخل موهيت، وهو شاب في الكليَّةِ، النادي ويشارك في المعركةِ، يَنتهي بضَرْب خصمة بشدَّة. بَعْد أنْ أوقفه فيكي، موهيت يُهاجمُه، ورَدّ فيكي أن ألقى به خارج النادي. يَصِلُ موهيت مَع صديقِه دينيش للانتقامِ، على أية حال موهيت ضُرب مرةً أخرى. والآن من قبل المجموعة بأكملها.
قريباً بما فيه الكفاية، موهيت قُتل بمكر. ويكون فيكي وأصدقائه هم الملامون، ويَكتشفُ دانيش وأَخّوه ساندي حول هذا، ويُخطّطُ لإنْهاء مجموعة مالكي نادي المعركةَ. على أية حال، داهمت الشرطة نادي معركةِ وأوقفوه. وبعد ذلك، يكتشف آنا الآخر الأكبر لموهيت. ويُخطّطُ للانتقام مَع طاقمِه الكاملِ. في الرَدِّ، يَستأجرُ الأصدقاءَ الأربعة سمير منافس فيكي السابق في الكليَّةَ باعتباره الحارس.

## البطولة
- سونيل شيتي في دور آنا
- سهيل خان في دور سمير كابور
- زايد خان في دور فيكي مالهوترا
- دينو موريا في دور كاران شوبرا
- ريتيش ديشموك في دور سوميل شارما
- اشيش تشودري في دور ديكوو
- ديا ميرزا في دور انو شوبرا
- أمريتا أرورا في دور سونالي بوس
- راهول ديف في دور ساندي
- نيها دوبيا في دور الدكتورة كومال
- اشميت باتيل في دور دينيش
- كولبهشان كورباندا في دور سوهاس
- بونيت فاشيست في دور سابرو
- ياش تونك في دور موهيت

## الطاقم
- الأخراج:: فيكي شوبرا
- الإنتاج:: رافي واليا، سهيل خان
- القصّة / الكاتب:: سهيل خان
- مدير الموسيقى:: بريتام
- سينماتوغرافيا:: سوديب تشاترجي، ايانانكا بوس، ارون فارما
- المحرّر:: راميشوار بهجت
- تصميم الرقص:: بوسكو مارتيس، كايسر غونزالفيس، ريمو ديسوزا، أحمد خان
- كاتب الأغاني:: مايور بوري، نيليش ميسرا
- الاكشن:: عباس علي مغول، ماهندرا فارما، فيكرام دارما
- الفن:: شاليش ماهاديك، شيتال كانفيند
- سيناريو:: سهيل خان، فيكرام شوبرا
- الأزياء:: فيكرام فادنيس، نافين شيتي، آنا سينغ، اشلي ريبيللو
- الحوار:: سهيل خان، مايور بوري، فيكي شوبرا
- موسيقى خلفيةِ:: سالم ميرشانت، سليمان ميرشانت
- المغنون:: كي كي، اميت كومار، شويتا بانديت، شان، شريا غوشال
- الأصوات:: كونال ميهتا، بريكشيت لالواني
- معركة القطّةِ:: مومايتا خان، راشانا موريا

## قائمة الأغاني
| الأغنية                    | المغني                    | الكاتب      | ملاحظات                                                                                                 |
| -------------------------- | ------------------------- | ----------- | --- |
| "Yeh khuda"                | كي كي                     | مايور بوري  | تمثيل: زايد خان & ريتيش ديشموك & دينو موريا & اشيش تشودري                                               |
| "Chhore ki baatein"        | اميت كومار & شويتا بانديت | مايور بوري  | تمثيل: دينو موريا & أمريتا أرورا                                                                        |
| "Joshile java ho"          | شويتا بانديت              | مايور بوري  | تمثيل: زايد خان، سهيل خان، دينو موريا، ريتيش ديشموك، اشيش تشودري، ديا ميرزا، امريتا ارورا & اشميت باتيل |
| "Bolo na tum zara"         | شان & شريا غوشال          | نيليش ميشرا | تمثيل: زايد خان & ديا ميرزا                                                                             |
| "Yeh khuda (Remix)"        | كي كي                     | مايور بوري  | لا أحد                                                                                                  |
| "Bolo na tum zara (Remix)" | شان & شريا غوشال          | مايوش بوري  | لا أحد                                                                                                  |

## روابط خارجية
- مقالات تستعمل روابط فنية بلا صلة مع ويكي بيانات